# Prix des lycéens de littérature
Pour les articles homonymes, voir Prix des lycéens.
Le prix des lycéens de littérature est un prix littéraire franco-belge, puis belge, organisé par la Communauté française et décerné tous les deux ans à des écrivains, sur base d'une présélection de cinq puis six ouvrages et d'un vote d'élèves de cours de français.

## Historique
Le prix des lycéens est créé en 1993 sur une idée d'Anne-Marie Beckers, inspectrice de français, et Patrick Maincent, un professeur du Lycée technique d’Armentières.
Il deviendra uniquement belge en 1999.
La vingtième édition est célébrée en 2013.

## Lauréats
| Année | Écrivain            | Titre                                      |            |
| 1993  | Francis Dannemark   | Choses qu'on dit la nuit entre deux villes |            |
| 1995  | Bernard Tirtiaux    | Le passeur de lumière                      |            |
| 1997  | Louise L. Lambrichs | Le jeu du roman                            |            |
| 1999  | Henri Bauchau       | Antigone                                   |            |
| 2001  | Nicolas Ancion      | Quatrième étage                            | (ex aequo) |
| 2001  | Vincent Engel       | Oubliez Adam Weinberger                    | (ex aequo) |
| 2003  | Armel Job           | Helena Vannek                              |            |
| 2005  | André-Marcel Adamek | La grande nuit                             | (ex aequo) |
| 2005  | Foulek Ringelheim   | La seconde vie d'Abram Potz                | (ex aequo) |
| 2007  | Bernard Tirtiaux    | Pitié pour le mal                          |            |
| 2009  | Tuyêt-Nga Nguyen    | Le journaliste français                    |            |
| 2011  | Armel Job           | Tu ne jugeras point                        |            |
| 2013  | Bernard Gheur       | Les Étoiles de l'aube                      |            |
| 2015  | Barbara Abel        | Derrière la haine                          |            |
| 2017  | Emmanuelle Pirotte  | Today we live                              |            |